# À Tout le Monde
À Tout le Monde — песня американской трэш-метал-группы Megadeth из альбома 1994 года Youthanasia. В 2007 году была переиздана в альбоме United Abominations вместе с Кристиной Скаббией.

## Название
Фраза «à tout le monde» на французском языке означает «всему миру» или «всем». Припев песни, «à tout le monde, à tous mes amis, je vous aime, je dois partir», переводится как «всему миру, всем моим друзьям, я люблю вас, но мне придётся уйти». Именно эти слова написал Дэйв Мастейн на официальном сайте в своем сообщении о распаде группы в 2002 году.

## Дэйв Мастейн о À Tout le Monde
Когда я её написал, я подумал, что это очень красивая баллада. Она рассказывает о моем сне, в котором мне явилась моя покойная мама, и я разговаривал с ней, словно она снова жива и сидит рядом.
Она сказала всего одну вещь: «Я люблю тебя». И тут я подумал: «Блин, если бы я умер и мог вернуться в мир живых для того, чтобы сказать всего одну вещь, только одну фразу, что бы я сказал?»
Я решил, что скажу: «Я люблю вас всех!»

## Лирика и музыкальное видео
Телеканал MTV отказался транслировать видеоклип на эту песню, посчитав, что он пропагандирует суицид. Об этом Мастейн говорил: «MTV не будет крутить „À Tout le Monde“, они посмотрели наш клип и говорят, что, мол, люди от него будут с собой кончать. А я так подумал: ребята, вы объявили Курта Кобейна человеком года, а ведь от его записей куда больше тянет выбить себе мозги».

## Инцидент в колледже Доусона
25-летний Кимвир Джилл, расстрелявший 20 студентов колледжа Доусона 13 сентября 2006 года, являлся фанатом Megadeth и в день инцидента в своем профиле на VampireFreaks.com упомянул песню «À Tout le Monde». На группу посыпались обвинения.
Через две недели после этого на концерте в Монреале Мастейн сказал следующее:
Парень, который пошёл в колледж Доусона и расстрелял всех, это ужасно. Кроме того, что он поступил неправильно, он ещё и очернил нас.
В интервью CBC News Мастейн заявил:
Я был так зол, когда узнал, что этот парень использовал мою песню и превратил эту красивую песню в нечто уродливое и противное. Джилл не достоин быть фанатом Megadeth.

## Список композиций
CD À Tout le Monde (США)
1. «À Tout le Monde»
2. «Problems»
3. «New World Order» (демо)

CD À Tout le Monde (Нидерланды)
1. «À Tout le Monde»
2. «Symphony of Destruction» (демо)
3. «Architecture of Aggression» (демо)
4. «New World Order» (демо)

## Чарты
| Чарт(1995)                            | Позиция |
| ------------------------------------- | ------- |
| Finland (The Official Finnish Charts) | 12      |
| США (Billboard Mainstream Rock)       | 31      |

## Участники записи
- Дэйв Мастейн — ритм-гитара, вокал
- Марти Фридман — соло-гитара
- Дэвид Эллефсон — бас-гитара
- Ник Менца — барабаны